# Фату Бенсуда
Фату Бенсуда (англ. Fatou Bensouda; нар. 31 січня 1961, Банжул, Гамбія) — гамбійський юрист і державний діяч, Прокурор Міжнародного кримінального суду.
У 1986 з відзнакою закінчила Університет Іфе (нині Університет ім. Аволово Обафемі) в Нігерії, отримавши ступінь бакалавра права. Також навчалася в нігерійській школі права.
У 1991 отримала ступінь магістра права в Інституті міжнародного морського права на Мальті.
У 1980-1997 працювала адвокатом в судах Гамбії.
У 1997-1998 — Генеральний солісітор Гамбії, потім у 1998-2000 — Генеральний прокурор і міністр юстиції Гамбії.
Міжнародну кар'єру почала в Міжнародному трибуналі по Руанді в 2002, пропрацювавши спочатку консультантом з юридичних питань, потім — судовим адвокатом.
8 серпня 2004 обрана заступником прокурора (по кримінальному переслідуванню) Міжнародного кримінального суду переважною більшістю голосів Асамблеї держав-учасників.
Після відставки в 2012 у Луїса Морено Окампо, замінила його на посаді Прокурора Міжнародного кримінального суду, отримавши відповідну підтримку від Асамблеї держав-учасників.
Як генеральний прокурор Міжнародного кримінального суду, відповідальний за розслідування злочинів збройних сил США, афганських сил національної безпеки і талібів під час війни в Афганістані, була внесена в список спеціально позначених громадян і заблокованих осіб США 2 вересня 2020 року, але була виключена 2 квітня 2021 року.